# Saint-Valery-sur-Somme
Saint-Valery-sur-Somme là một xã ở tỉnh Somme, vùng Hauts-de-France, Pháp. Đây là một địa điểm du lịch nhờ các công trình kiến trúc thời Trung cổ.
Dân số năm 1999 là 2686 người.

## Dân số
| 1962                                                         | 1968 | 1975 | 1982 | 1990 | 1999 |
| ------------------------------------------------------------ | ---- | ---- | ---- | ---- | ---- |
| 3169                                                         | 3240 | 3072 | 2935 | 2769 | 2686 |
| Số liệu điều tra dân số từ năm 1962, dân số không tính trùng |      |      |      |      |      |